# Daniel Ferrón
Daniel Ferrón Pérez (* 13. März 1980) ist ein ehemaliger andorranischer Fußballnationalspieler.

## Karriere
Pérez spielte in seiner Laufbahn für den FC Santa Coloma, FC Andorra und Atlètic Club d’Escaldes. Für die Nationalmannschaft Andorras kam der Abwehrspieler zu vier Länderspieleinsätzen.